# Val-du-Layon
Val-du-Layon község Franciaország Loire mente régiójában, Maine-et-Loire megyében. Új községként 2015. december 31-én jött létre Saint-Aubin-de-Luigné és Saint-Lambert-du-Lattay korábbi községek egyesítésével. Lakosainak száma 3508 fő (2022. január 1.).

## Népesség
| Lakosok száma | 3402 | 3407 | 3411 | 3455 | 3464 | 3508 |
|               | 2017 | 2018 | 2019 | 2020 | 2021 | 2022 |